# Сборная Грузии по хоккею с шайбой
Сборная Грузии по хоккею с шайбой представляет свою страну на международных соревнованиях. Грузинская хоккейная национальная федерация — член ИИХФ с 2013 года. Впервые грузинская команда приняла участие в чемпионате мира по хоккею в третьем дивизионе в 2014 году, где заняла последнее, 6-е место.

## История
Сборная Грузии в основном занимает места в нижней части таблиц.
Федерация хоккея Грузии была основана в 2004 году при участии Дениса Давыдова и Лаши Цагареишвили. Грузия была допущена в ИИХФ в 2009 году, однако 16 сентября того же года, спустя несколько недель, в автокатастрофе под Стамбулом погибли занимавший пост вице-президента федерации Давыдов и генеральный секретарь Цагареишвили. Развитие хоккея в стране застопорилось, но его удалось продолжить усилиями племянника Давыдова, Михаила Давиташвили.
9 апреля 2015 года сборная одержала первую победу в третьем дивизионе чемпионата мира, победив сборную Боснии и Герцеговины со счётом 4:1.
Осенью 2015 года хоккеисты Грузии приняли участие в олимпийском отборочном матче. В следующий год Грузия претендовала на повышение в классе и заняла второе место, однако впоследствии этот результат был аннулирован из-за нарушений правил заявки игроков, и сборной Грузии засчитано техническое поражение в каждом из проведённых пяти по 0:5.
Своё лучшее достижение грузинские хоккеисты обновили в апреле 2018 года. На мировом чемпионате (III дивизион) они заняли первое место. Весной 2019 года в Мехико грузинские хоккеисты дебютировали в группе В Второго дивизиона чемпионата мира. Было одержано две победы и три матча хоккеисты проиграли, команда финишировала на четвёртом месте.

## Достижения
- Третий дивизион чемпионата мира по хоккею с шайбой:
  - Серебряные медали (группа A, 2016, Стамбул)
  - Бронзовые медали (группа A, 2017, София)
  - Победители (группа A, 2018, Кейптаун)
- Второй дивизион чемпионата мира по хоккею с шайбой:
  - Серебряные медали (группа B, 2022, Рейкьявик)

### Статистика выступлений
| Турнир         | Матчи | Победы | Ничьи | Поражения | Шайбы  | Разница |
| -------------- | ----- | ------ | ----- | --------- | ------ | ------- |
| Чемпионат мира | 24    | 4      | 1     | 19        | 70—210 | -140    |

| Год  | Дивизион                | Место проведения | Место                 |
| ---- | ----------------------- | ---------------- | --------------------- |
| 2012 | Квалификационный турнир | Абу-Даби         | 4 (последнее)         |
| 2014 | Третий дивизион         | Люксембург       | 6 (последнее)         |
| 2015 | Третий дивизион         | Измир            | 5                     |
| 2016 | Третий дивизион         | Стамбул          | 2* (аннулировано)     |
| 2017 | Третий дивизион         | София            | 3                     |
| 2018 | Третий дивизион         | Кейптаун         | 1                     |
| 2019 | Второй дивизион         | Мехико Сити      | 4                     |
| 2020 | Второй дивизион         | Рейкьявик        | Перенесен на 2022 год |
| 2021 | Второй дивизион         | Рейкьявик        | Перенесен на 2022 год |
| 2022 | Второй дивизион         | Рейкьявик        | 2                     |

Итоговая таблица квалификационного турнира третьего дивизиона чемпионата мира 2013
ОАЭ, Абу-Даби. 14 — 17 октября 2012 года.
| М | Сборная  | И | В | ВО | ПО | П | ШЗ | ШП | РШ  | О |
| - | -------- | - | - | -- | -- | - | -- | -- | --- | - |
| 1 | ОАЭ      | 3 | 3 | 0  | 0  | 0 | 14 | 3  | +11 | 9 |
| 2 | Греция   | 3 | 2 | 0  | 0  | 1 | 18 | 4  | +14 | 6 |
| 3 | Монголия | 3 | 1 | 0  | 0  | 2 | 10 | 8  | +2  | 3 |
| 4 | Грузия   | 3 | 0 | 0  | 0  | 3 | 1  | 28 | -27 | 0 |

Турнирная таблица турнира третьего дивизиона чемпионата мира 2014
Люксембург, 6 — 12 апреля 2014 года.
| М | Сборная    | И | В | ВО | ПО | П | ШЗ | ШП | РШ  | О  |
| - | ---------- | - | - | -- | -- | - | -- | -- | --- | -- |
| 1 | Болгария   | 5 | 5 | 0  | 0  | 0 | 48 | 13 | +35 | 15 |
| 2 | КНДР       | 5 | 4 | 0  | 0  | 1 | 54 | 11 | +43 | 12 |
| 3 | Люксембург | 5 | 3 | 0  | 0  | 2 | 43 | 16 | +27 | 9  |
| 4 | Гонконг    | 5 | 1 | 1  | 0  | 3 | 17 | 26 | −9  | 5  |
| 5 | ОАЭ        | 5 | 1 | 0  | 1  | 3 | 15 | 33 | −18 | 4  |
| 6 | Грузия     | 5 | 0 | 0  | 0  | 5 | 3  | 78 | −75 | 0  |

Турнирная таблица турнира третьего дивизиона чемпионата мира 2015
Измир, Турция. 3 — 12 апреля 2015 года.
| М | Сборная              | И | В | ВО | ПО | П | ШЗ | ШП | РШ  | О  |
| - | -------------------- | - | - | -- | -- | - | -- | -- | --- | -- |
| 1 | КНДР                 | 6 | 5 | 1  | 0  | 0 | 50 | 9  | +41 | 17 |
| 2 | Турция               | 6 | 5 | 0  | 1  | 0 | 59 | 11 | +48 | 16 |
| 3 | Люксембург           | 6 | 4 | 0  | 0  | 2 | 39 | 19 | +20 | 12 |
| 4 | Гонконг              | 6 | 3 | 0  | 0  | 3 | 30 | 30 | 0   | 9  |
| 5 | Грузия               | 6 | 1 | 1  | 0  | 4 | 20 | 56 | −36 | 5  |
| 6 | ОАЭ                  | 6 | 1 | 0  | 1  | 4 | 14 | 44 | −30 | 4  |
| 7 | Босния и Герцеговина | 6 | 0 | 0  | 0  | 6 | 3  | 46 | −43 | 0  |

## Олимпийский отборочный турнир
Сборная Грузии после ряда отказов сборных приняла участие в матче за право выступать на зимних Олимпийских играх в Пхёнчхане. Соревнование состояло из одного матча в болгарской столице Софии. Соперниками были хозяева. Этот матч прошёл 10 октября 2015 года и грузинские хоккеисты этот матч проиграли со счётом 9:1.

## Известные игроки
- Андрей Ильенко — вратарь, признан лучшим вратарем сборной Грузии на Чемпионате мира третьего дивизиона по хоккею с шайбой 2015.[4]
- Гоча Джейранашвили — нападающий, автор первой заброшенной шайбы сборной Грузии в матче против сборной ОАЭ 17 октября 2012 года (ассистент — Амиран Геперидзе)[5]
- Артём Козюлин — нападающий, забивший 8 шайб в одном матче сборной ОАЭ 13 апреля 2017[6]
- Тимур Бешаров — нападающий. Выступал в КХЛ за московского «Динамо»[7].
- Роланд Сванидзе — нападающий. Выступал в российской Суперлиге за новокузнецкий «Металлург».[8] На данный момент старший тренер сборной Грузии.